# Jakub Śleziak
Jakub Śleziak (ur. 6 lutego 1977) – polski lekkoatleta uprawiający biegi długodystansowe, specjalizujący się w biegu 24-godzinnym.

## Życiorys
W 2021 roku podczas Mistrzostw Polski w biegu 24-godzinnym w Pabianicach zdobył brązowy medal z wynikiem 249,197 km.
W 2022 roku podczas Mistrzostw Polski w biegu 24-godzinnym w Pabianicach zdobył brązowy medal z wynikiem 261,078 km. W tym samym roku podczas Mistrzostw Europy w biegu 24-godzinnym w Weronie zdobył złoty medal w drużynie z Andrzejem Piotrowskim i Andrzejem Mazurem, indywidualnie zajął 11 miejsce z wynikiem 264,122 km.
W 2024 roku podczas Mistrzostw Polski w biegu 24-godzinnym w Pabianicach zdobył brązowy medal z wynikiem 244,222 km.

## Osiągnięcia
| Rok  | Impreza                                      | Miejsce | Konkurencja   | Pozycja     | Wynik     |
| ---- | -------------------------------------------- | ------- | ------------- | ----------- | --------- |
| 2022 | Mistrzostwa Europy w biegu 24-godzinnym 2022 | Werona  | indywidualnie | 11. miejsce | 264 122 m |
| 2022 | Mistrzostwa Europy w biegu 24-godzinnym 2022 | Werona  | drużynowo     | 1. miejsce  | 825 526 m |